# Лёффлер, Вильгельм
Вильгельм Лёффлер (нем. Wilhelm Löffler; 1887 — 1972) — швейцарский терапевт. Одним из первых в своей практике начал использовать инсулин. В числе основных достижений — публикация с описанием фибропластического париетального эндокардита с эозинофилией. В XX веке именно Вильгельм Лёффлер ввёл массовые рентгеновские обследования в Швейцарии как метод диагностики заболеваний на ранней стадии. В честь него названы болезни эндокардит Лёффлера и синдром Лёффлера.

## Биография
В 1911 году закончил медицинский факультет университета Базеля.
В 1912 году работал в больнице при институте патологии в университете Базеля. 
С 1913 г. по 1921 г. работал в институте химии и физиологии в университете Страсбурга под руководством Франца Хофмейстера.
В 1914 году женился на уроженке Базеля Анне Иде (1884—1942). Их единственная дочь Сюзана Вудтли была немецким ученым и историком. Их сын Петер Леффлер (1926—2015) работал в качестве режиссёра и театрального менеджера. 
В 1917 году получил докторскую степень по медицине.
В 1921 году был назначен адъюнкт-профессором в Цюрихском университете и медицинским директором клиники в Цюрихе. Затем работал в качестве профессора в период с 1937 по 1957 год и директором медицинской клиники до 1971.
С 1937 по 1957 год занимал пост главного профессора в Цюрихском университете.
С 1937 по 1971 год занимал пост директора клиники в Цюрихе, сменив на этом посту Отто Нагели.
В 1955 году диагностировал у известного писателя Томаса Манна тромбофлебит.
Вильгельм Лёффлер скончался 25 ноября 1972 года, на 85-м году жизни в Цюрихе.

## Публикации и научные статьи
- Ueber das Verhalten des Gaswechsels beim Diabetes nach Zufuhr von reinen Eiweisskörpern und reinen Kohlenhydraten, 1919.
- Grenzen und Fehlerquellen in der Röntgen-Diagnose der Lungen-Tuberkulose, 1931.
- Erfahrungen über Enzephalographie und Hirnpunktion, 1931.
- Beitrag zur Orthodiagraphie des Herzens und der großen Gefäße: Eine Methode zur einfachen Kennzeichnung des Zentralstrahles bei fixiertem Leuchtschirm, 1933.
- Febris undulans Bang als Unfall und als Berufskrankheit, 1934.
- Zur Sulfanilamidtherapie der Pneumonien (Dagénan und Ciba 3714), 1940.
- Wirksamkeit verschiedener Sulfanilamidpräparate, 1941.
- Der Gichtanfall als allergische Erscheinung, 1943.
- Über die Häufung von «Icterus simplex» bei Diabetes, 1943